# (9647) 1995 UM8
(9647) 1995 UM8 est un astéroïde de la ceinture principale découvert en 1995.

## Description
(9647) 1995 UM8 a été découvert le 27 octobre 1995 à l'observatoire astronomique d'Ōizumi, situé à Ōizumi, dans la préfecture de Gunma, au Japon, par Takao Kobayashi.

### Caractéristiques orbitales
L'orbite de cet astéroïde est caractérisée par un demi-grand axe de 2,21 UA, un périhélie de 2,03 UA, une excentricité de 0,08 et une inclinaison de 4,81° par rapport à l'écliptique. Du fait de ces caractéristiques, à savoir un demi-grand axe compris entre 2 et 3,2 UA et un périhélie supérieur à 1,666 UA, il est classé, selon la JPL Small-Body Database, comme objet de la ceinture principale.

### Caractéristiques physiques
(9647) 1995 UM8 a une magnitude absolue (H) de 15,1 et un albédo estimé à 0,279.